# Dorfkirche Düpow

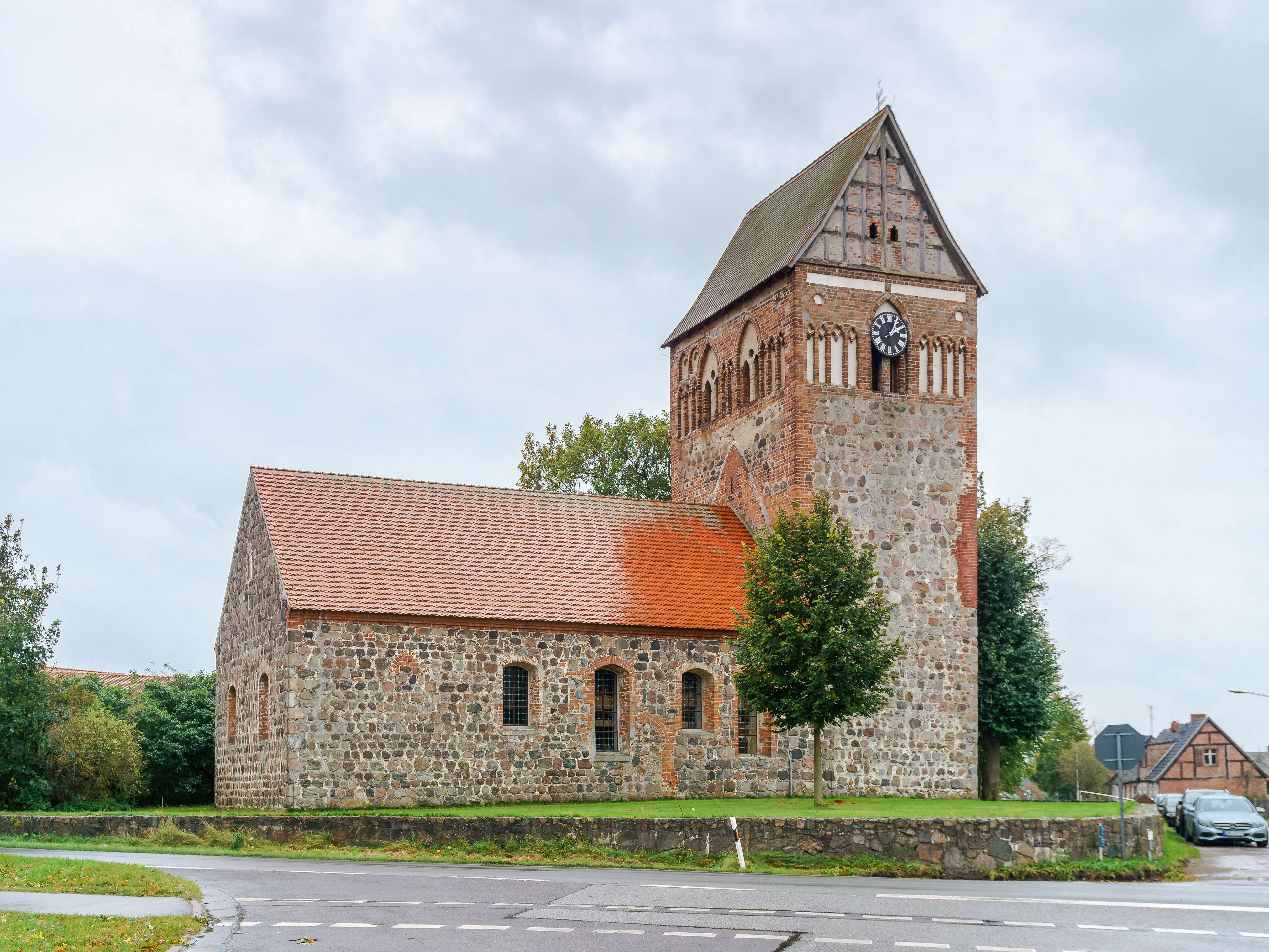
Dorfkirche Düpow

Die evangelische, denkmalgeschützte Dorfkirche Düpow steht in Düpow, einem Ortsteil der Stadt Perleberg im Landkreis Prignitz von Brandenburg. Die Kirchengemeinde gehört zum Pfarrsprengel Uenze-Rosenhagen-Krampfer im Kirchenkreis Prignitz der Evangelischen Kirche Berlin-Brandenburg-schlesische Oberlausitz.

## Beschreibung
Das Langhaus der Saalkirche wurde am Anfang des 14. Jahrhunderts aus Feldsteinen gebaut. Der querrechteckige Kirchturm im Westen mit den Giebeln aus Holzfachwerk wurde dem Langhaus am Ende des 15. Jahrhunderts vorgesetzt. Das Satteldach des Langhauses ist mit Biberschwänzen bedeckt, ebenso das des Kirchturms, dessen oberstes Geschoss, das aus Backsteinen gebaut ist, und zwischen den Blenden das Zifferblatt der Turmuhr und hinter den als Biforien gestalteten Klangarkaden den Glockenstuhl beherbergt.
Der Innenraum ist mit einer Flachdecke überspannt. Die Orgel mit neun Registern auf einem Manual und Pedal wurde 1869 von Carl August Buchholz & Sohn gebaut.